# 成本加成定價法
成本加成定價法（英語：Cost-plus pricing）是一種定价策略，通過向產品的單位成本添加特定的加價百分比來確定產品的銷售價格。從本質上講，加價百分比是一種產生特定期望回報率的方法。而另一種定價方法則是價值基礎定價法。